# الألتيبلانو

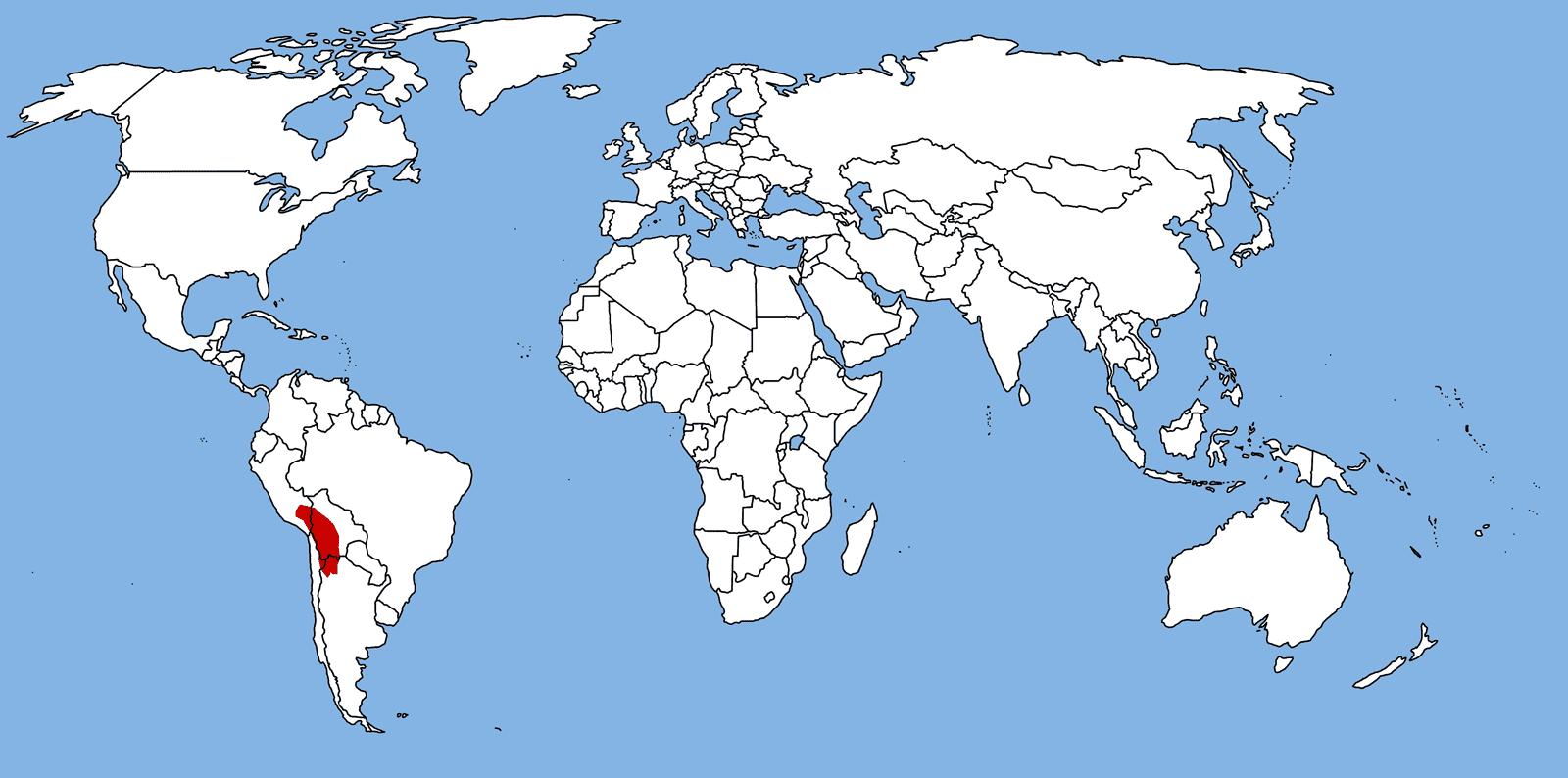
موقع منطقة الألتيبلانو في أمريكا الجنوبية

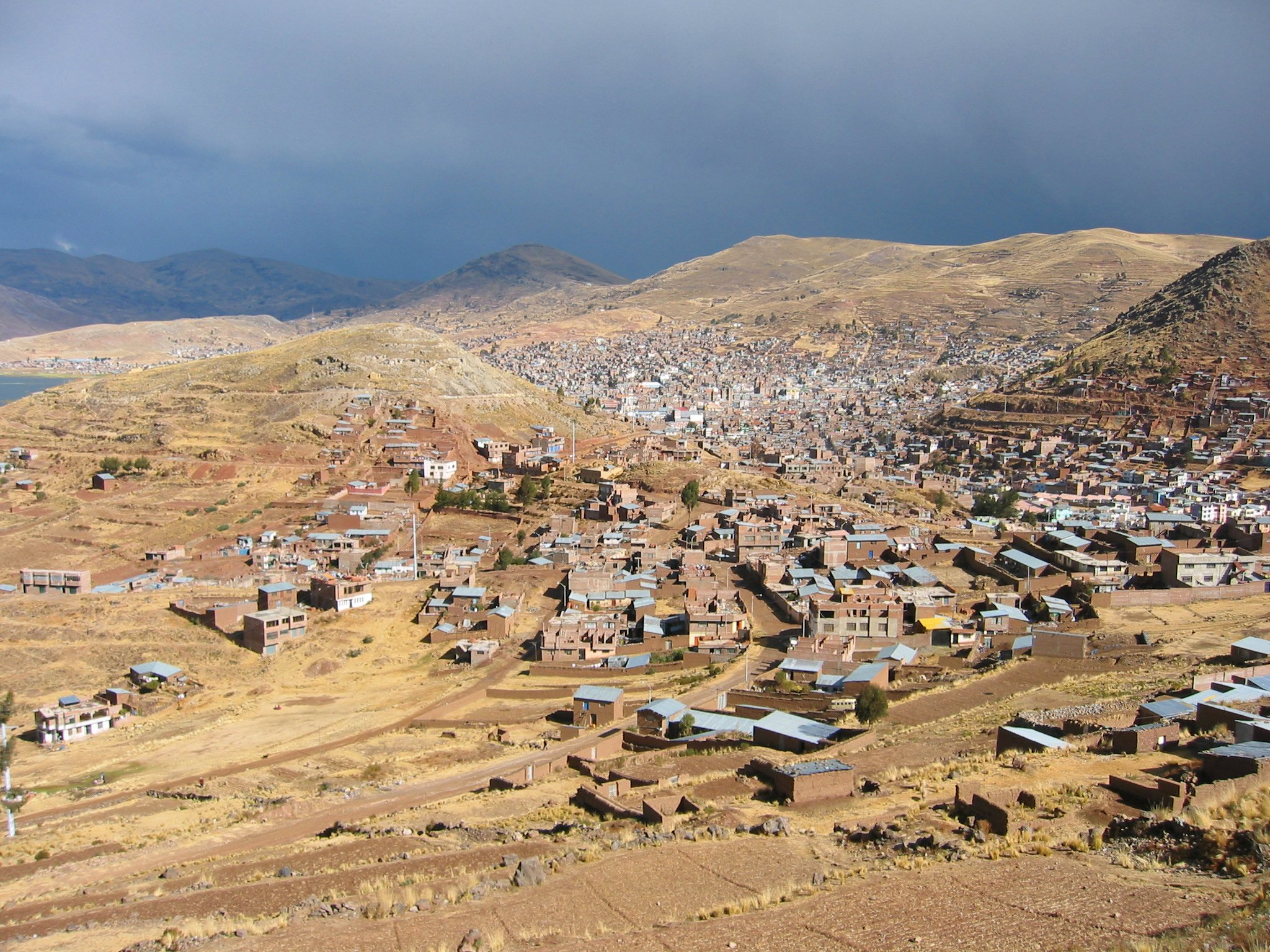
بونو (Puno)، بيرو (Peru)

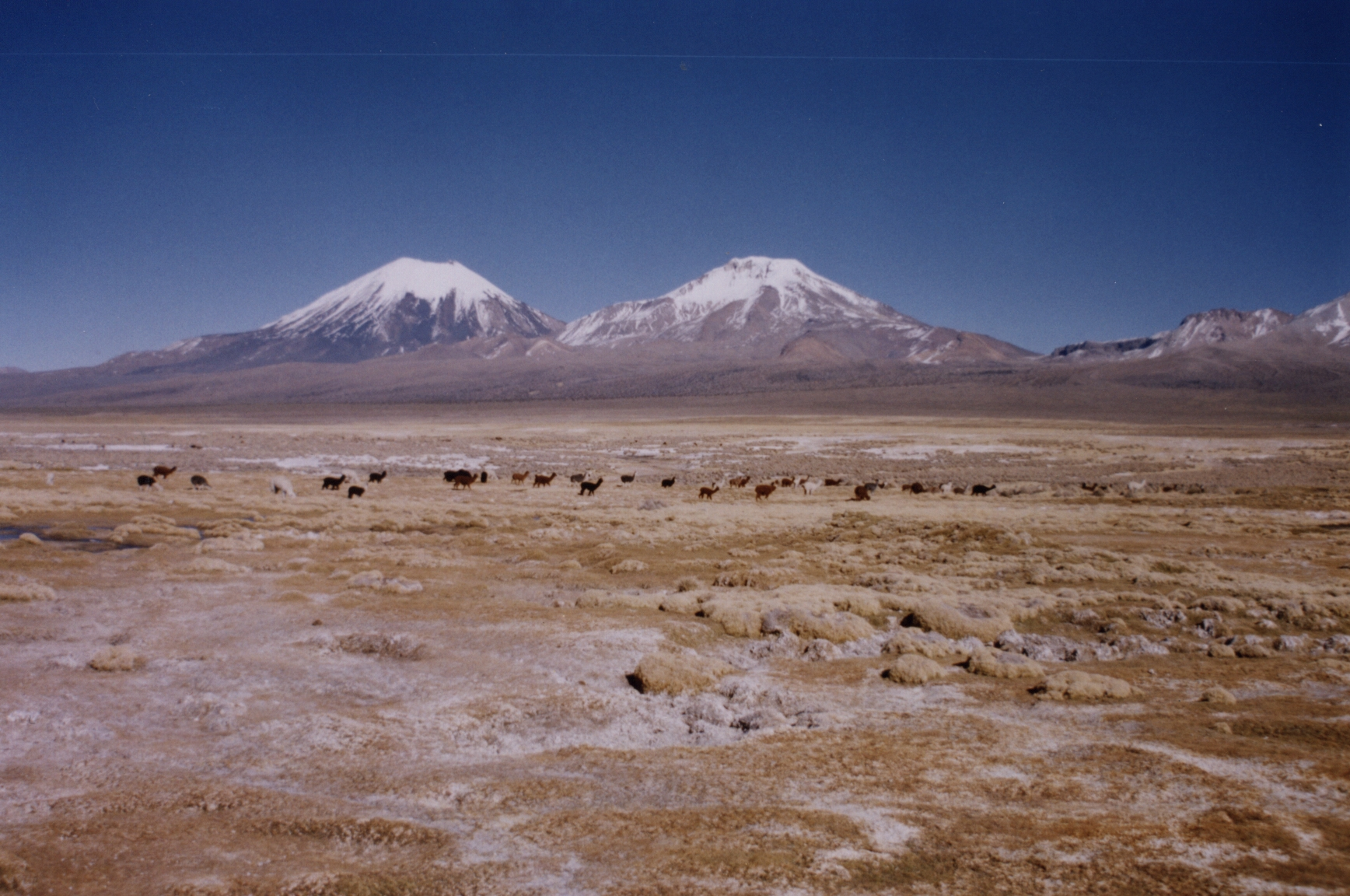
البراكين في منتزه ساجما الوطني ((Parinacota) (بركان) و بوميريب) (Pomerape)

الهضاب العالية أو الهضبة المرتفعة أو ألتيبلانو  (باللغة الإسبانية تعني السهل المرتفع) في وسط غرب أمريكا الجنوبية حيث توجد سلسلة جبال الأنديز عند أوسع نقطة لها، هي أكبر منطقة ممتدة في الهضبة العليا على وجه الأرض خارج منطقة التبت (Tibet). وتعتبر بحيرة تيتيكاكا (Lake Titicaca) من أشهر المعالم الجغرافية لهذه المنطقة.

## الموقع
تعتبر الألتيبلانو منطقة تصريف داخلية (حوض التصريف) تمتد في وسط سلسلة جبال الأنديز (Andes)، حيث تحتل أجزاء من شمال تشيلي والأرجنتين وغرب بوليفيا وجنوب بيرو. ويبلغ متوسط ارتفاع المنطقة 3750 مترًا (12300 قدم)  أقل بقليل من ارتفاع هضبة التبت. وعلى خلاف الظروف البيئية في التبت، فإن الألتيبلانو تسودها براكين نشطة كبيرة من منطقة البراكين المركزية باتجاه الغرب، مثل بركان أمباتو (Ampato) (يبلغ ارتفاعه 6288 مترًا) وتوتوباكا (Tutupaca) (يبلغ ارتقاعه 5816 مترًا) و(Parinacota) ( يبلغ ارتفاعه 6348 مترًا)وجوالاتيري (Guallatiri) (يبلغ ارتفاعه 6071 مترًا) وسيرو باروما (Cerro Paroma) (يبلغ ارتفاعه 5728 مترًا) و(Cerro Uturuncu) ( يبلغ ارتفاعه 6008 أمتار) وليكانكابور (Licancabur) (يبلغ ارتفاعه 5916 مترًا) و(Cordillera Real) في الشمال الشرقي مع لامبو (Illampu) (يبلغ ارتفاعه 6368 مترًا) وهواينا بوتوسي (Huayna Potosi) (يبلغ ارتفاعه 6088 مترًا) وأنكوهوما (Ancohuma) (يبلغ ارتفاعه 6427 مترًا) وليماني (Illimani) (يبلغ ارتفاعه 6438 مترًا). وتقع صحراء أتاكاما، (Atacama) أحد أشد المناطق جفافًا في الكوكب جنوب غرب الألتيبلانو، وتقع غابات الأمازون المطيرة الرطبة في الشرق.

## معلومات تاريخية
في أوقات عديدة خلال عصر البليستوسين (Pleistocene) كانت كل من الألتيبلانو الجنوبية والشمالية مغطاة بالبحيرات المطيرة الكثيرة. وما تبقى من هذه البحيرات هو بحيرة تيتيكاكا (Lake Titicaca) التي تعبر الحدود بين بيرو وبوليفيا وبحيرة (Poopó) وهي بحيرة مالحة تمتد جنوب أورورو، بوليفيا. وبحيرة سالار دي أويوني (Salar de Uyun)، المعروفة محليًا باسم سالار دي تونوبا (Salar de Tunupa) وبحيرة (Salar de Coipasa) عبارة عن منخفضات مسطحة مالحة كبيرة (جغرافيا) تشكلت بعد جفاف البحيرات القديمة في هضبة الألتيبلانو.

## المناطق المناخية

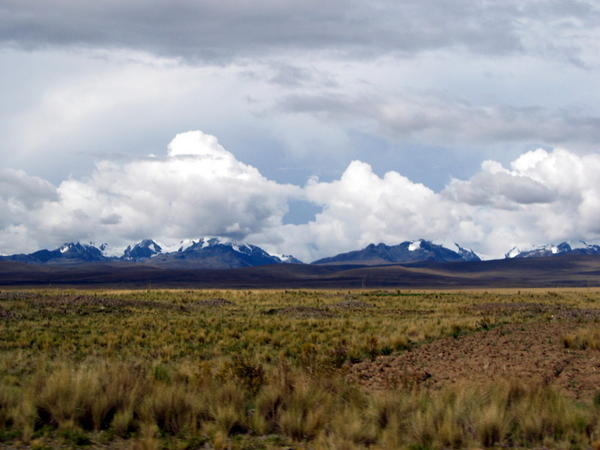
ألتيبلانو البوليفية على ارتفاع 14000 قدم. ترتفع في الخلفية القمم المغطاة بالثلوج لبركان كورديليرا ريال

ويستخدم مصطلح الألتيبلانو أحيانًا لتحديد منطقة الارتفاع ونوع المناخ الذي يسود فيها :وهو أشد برودة من مناخ تيرا فريا (tierra fria) ولكن ليس باردًا مثل مناخ منطقة تيرا هيلادا (tierra helada). ويصنف العلماء المنطقة الأخيرة كبداية لارتفاع يبلغ 4500 متر (أو 15000 قدم تقريبًا). وهناك أسماء بديلة تحل محل ألتيبلانو في هذا السياق وتشمل هذه الأسماء (puna) وباراموس (páramos).

## المناخ
المناخ بارد وشبه جاف إلى جاف بمتوسط درجات حرارة سنوية يتراوح بين 3 درجات مئوية بالقرب من الجبل الغربي إلى 12 درجة مئوية بالقرب من بحيرة تيتيكاكا، ومستوى سقوط مطر سنوي إجمالي يتراوح بين أقل من 200 ملم باتجاه الجنوب وأكثر من 800 ملم بالقرب من بحيرة تيتيكاكا وفوقها. وتتسع الدائرة اليومية لاختلاف درجة الحرارة بشكل كبير، حيث تصل أقصى درجات الحرارة بين 12 و 24 درجة مئوية بينما تصل أدنى درجات الحرارة بين 20 و 10 درجات مئوية.[بحاجة لمصدر] وتظهر أدنى درجات الحرارة في الجزء الجنوبي الغربي من الألتيبلانو أثناء شهري يونيو ويوليو الموافقين لموسم الشتاء في أستراليا. يتم تحديد الدورة الموسمية لسقوط الأمطار، بحيث يتركز سقوط الأمطار في الموسم المطير بين شهري ديسمبر ومارس. ويميل المناخ في باقي شهور السنة ما بين الجفاف الشديد والبرودة والإشراق. وقد يحدث تساقط للثلوج بين شهري أبريل وسبتمبر، خاصة في الشمال ولكن هذا لا يُعد أمرًا شائعًا للغاية (يحدث بين مرة وخمس مرات كل عام).
لاباز، بوليفيا هي المدينة الرئيسية لهضبة الألتيبلانو.

## الجيولوجيا

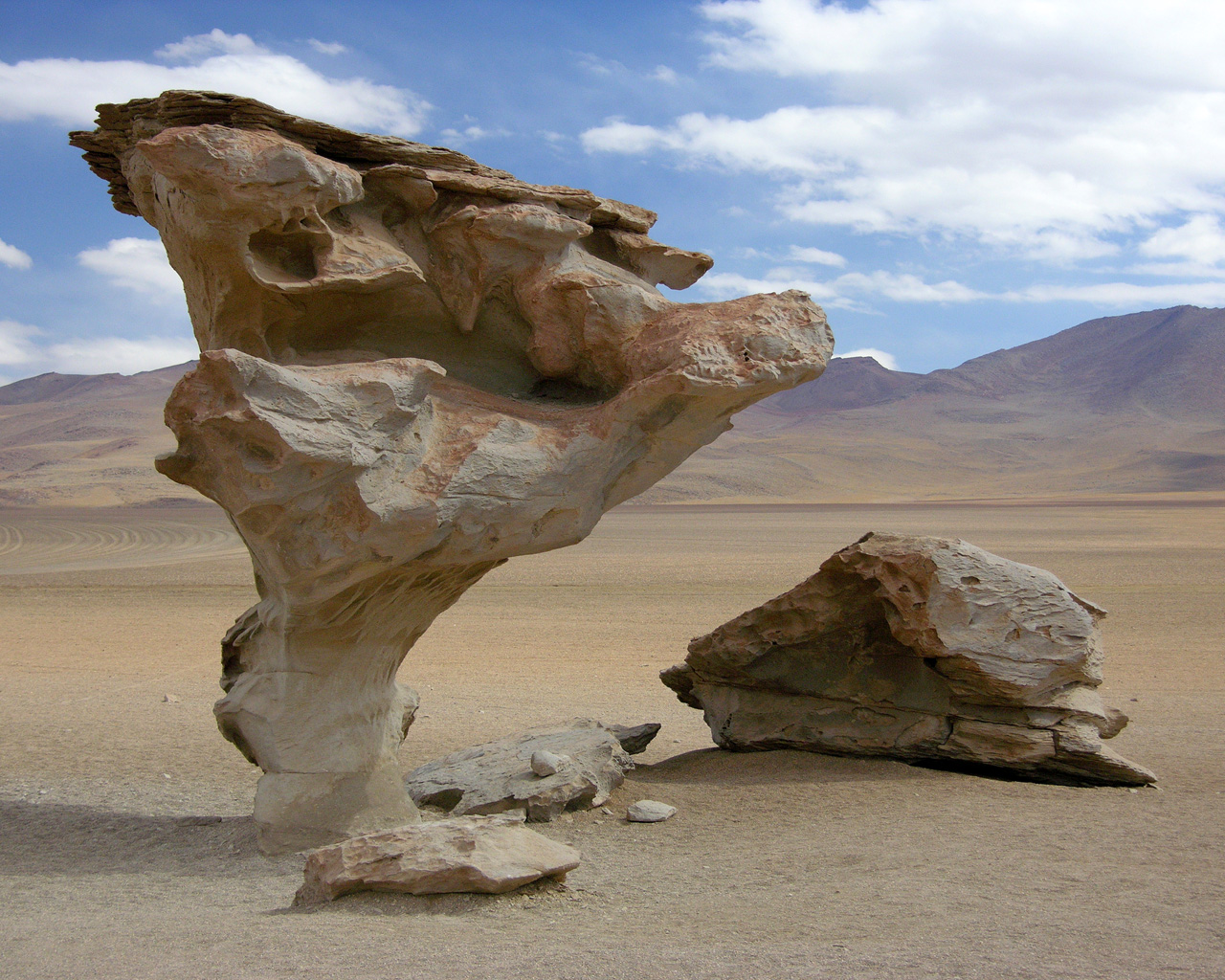
صخرة تم نحتها بواسطة عامل التعرية بالرياح (أو عمليات الرياح) في منطقة الألتيبلانو

انظر أيضًا التركيبة الجيولوجية لبوليفيا
وقد تم اقتراح العديد من الآليات المسؤولة عن تكوِن هضبة الألتيبلانو؛ وتحاول النظريات تفسير سبب اشتمال طبوغرافية الأنديز على هذه المنطقة الكبيرة ذات التضاريس المنخفضة بارتفاعات كبيرة (الهضبة المرتفعة) في (Orogeny):
1. وجود ضعف في القشرة الأرضية قبل حدوث التقاصر التكتوني. وقد يكون هذا الضعف أدى إلى تقسيم التشوه التكتوني ورفعه إلى كورديليرا الشرقية والغربية، تاركًا مساحة لتكون حوض الألتيبلانو.
2. وقد تكون عملية الانصهار التي تعمقت في الغلاف الموري قد ساهمت في رفع الهضبة.
3. وقد تحكم المناخ في التوزيع المكاني للتآكل وتحريك الترسبات، حيث تم التحكم في تخفيف الاحتكاك عند انخفاض صفيحة نازكا ومن ثم التأثير على نقل القوى التكتونية في أمريكا الشمالية.
4. كما حدّد المناخ أيضًا تكون أحواض التصريف الداخلية (التصريف) انحشار الترسبات مع سلسلة جبال الأنديز، حيث كان من المحتمل منع التشوه التكتوني في المنطقة المركزية بين كل من منطقتي كورديليرا مجبرًا منطقة التشوه على التحرك باتجاه أجنحة أوريجون[5]
5. وقد تسبب الانفكاك الاتصالي لليابسة الكثيفة السفلى أسفل هضبة الألتيبلانو في طفو المنطقة «لمستوى أكثر ارتفاعًا» بشكل متوازن الضغط.

## المجتمعات
- الأورو
- الكويتشوا
- الأيمارا

## وصلات خارجية
- موارد الماء في هضبة الألتيبلانو التشيلية
- Steinmetz، George (يوليو 2008). "Altiplano - Where Bolivia meets the sky". ناشونال جيوغرافيك (مجلة). مؤرشف من الأصل في 2016-03-03.